# Jorn Borowski
Jörn Borowski (Rostock, 15 de janeiro de 1959) é um velejador alemão.

## Carreira
Jörn Borowski representou seu país nos Jogos Olímpicos de 1980, no qual conquistou a medalha de prata na classe  470. 